# Ciutat antiga de Quebec
La Ciutat antiga —en francès Vieux-Québec— és el centre històric de Quebec, on el fundador de la ciutat Samuel de Champlain va construir l'Habitation (Abitation de Qvebecq en francès antic) el 1608. La geografia del lloc és esencial: el cap Diamant domina el riu Saint-Laurent, amb una franja de terra baixa a la vora. A la zona més elevada es troba la «Ciutat Alta», mentre que als peus hi és la «Ciutat Baixa», formant l'anomenat «patrimoni de l'Antic Quebec», part de la ciutat de Quebec reconeguda com a Patrimoni Cultural de Quebec i Patrimoni de la Humanitat per la UNESCO. Administrativament, és part de La Cite-Limoilou.

## Ciutat Alta
Samuel de Champlain va triar la zona de la Ciutat Alta per instal·lar el Fort Saint-Louis l'any 1608. S'ha mantingut des del seus inicis la naturalesa militar i administrativa per la seva posició estratègica a la part alta del promontori de cap Diamant. Va ser ocupada principalment per funcionaris del govern britànic i el clergat catòlic després de la conquesta britànica, mentre que els comerciants i artesans francesos i anglesos vivien a la Ciutat Baixa.
La forta presència militar a la zona alta va limitar molt el creixement durant molts anys. El segle xix va sorgir un moviment que volia demolir les fortificacions, considerant-les obsoletes, innecessàries i com un obstacle per al desenvolupament urbà. El governador general del Canadà, Lord Dufferin va aconseguir persuadir els funcionaris de preservar i reconstruir-les el caràcter de la ciutat emmurallada, adaptant l'espai a les necessitats d'una ciutat moderna. L'àrea va experimentar una certa degradació i va caure en desús a la dècada de 1950, però experimentà un nou impuls a la dècada de 1970.
La majoria dels edificis del districte daten del segle xix. La construcció d'alguns fins i tot es remunta als segles xvii i xviii. El lloc compta amb diversos carrers comercials, el carrer de Saint-Jean, Sainte-Anne i Buade. L'administració pública i les institucions encara ocupen un lloc especial en el cor de la ciutat: l'ajuntament, el Seminari, el Convent de les Ursulines, el monestir basílica catedral de Notre-Dame de Quebec agustiniana i l'Hôtel-Dieu de Quebec. Hi ha molts hotels, incloent el Château Frontenac, o és un destí turístic molt popular. A la zona també es troben molts parcs ben cuidats, entre ells, el parc de l'Esplanade, de l'Artillerie, dels Gouverneurs, el parc Montmorency i els jardins de l'Hôtel-de-Ville.

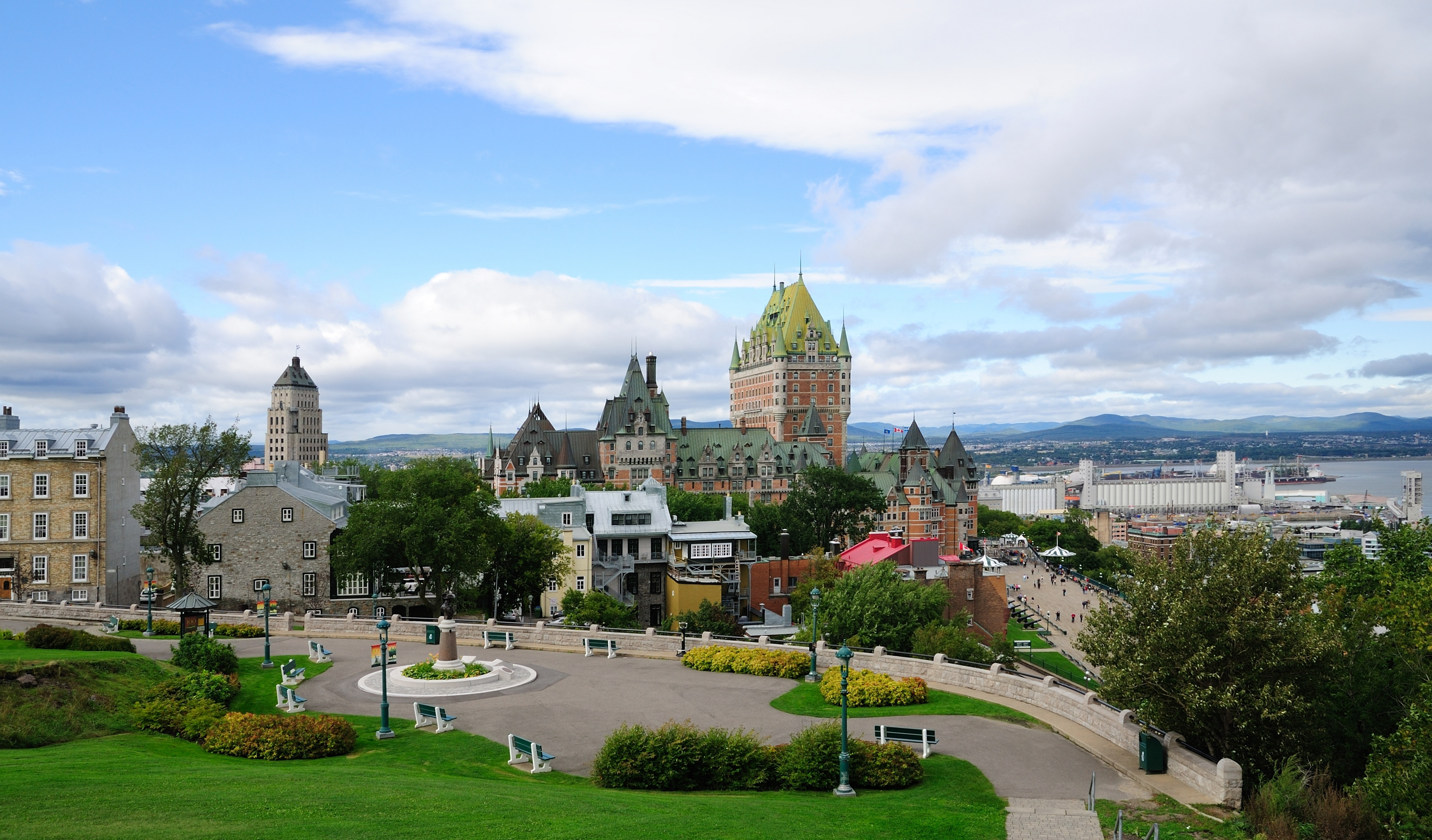
El Vieux-Québec vist des de la ciutadella
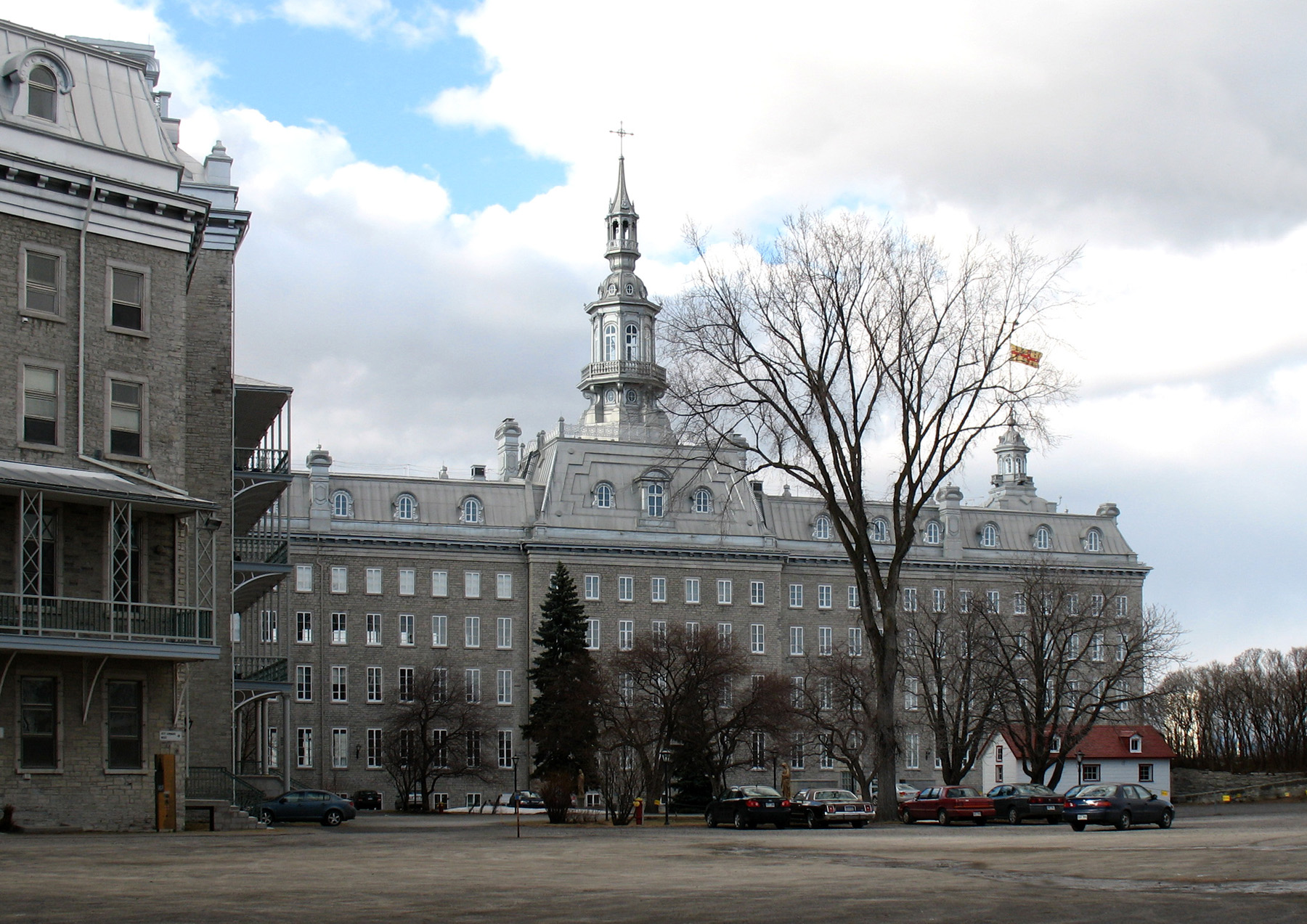
Seminari de Quebec
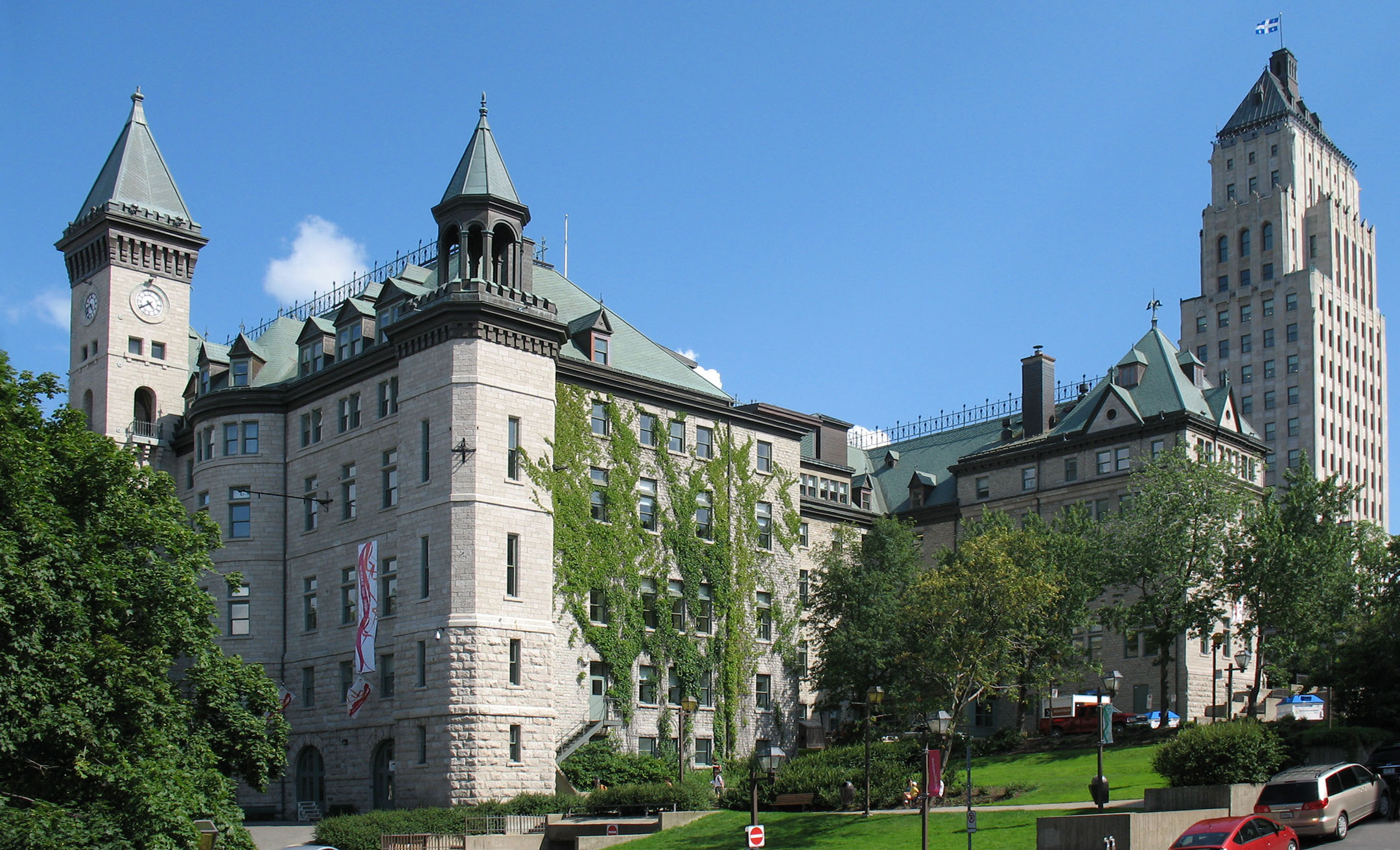
Hôtel-de-Ville de Quebec i l'edifici Price a la dreta
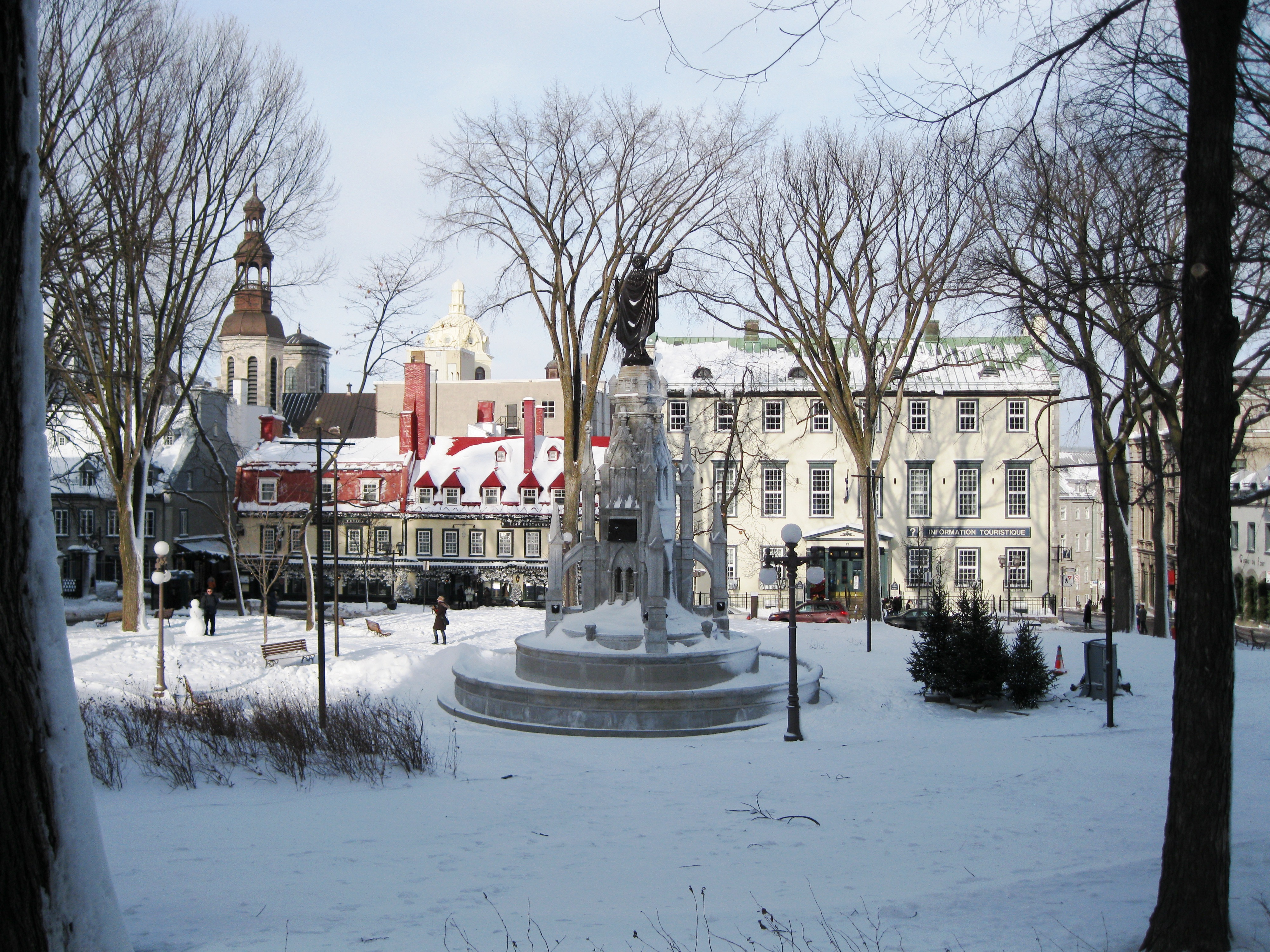
Plaça d'Armes
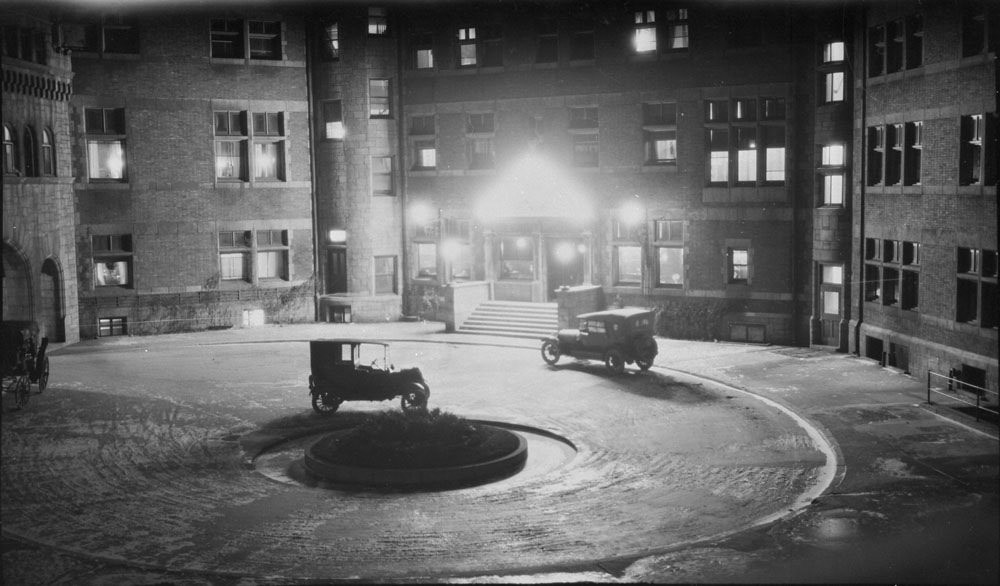
Pati interior del Château Frontenac el 1918

## Ciutat Baixa
La Ciutat Baixa és un barri històric situat als peus de cap Diamant. Durant 1608, Samuel de Champlain va construir un estatge, els restes del qual es van trobat recentment a la Plaça Reial. Aquesta plaça ha estat restaurada per tal de reconstruir l'esperit francès dels seus orígens. S'hi troba l'església de Notre-Dame-des-Victoires, començada a construir durant el 1687 i que es va acabar el 1723.
Respecte a museus, teatres i exposicions es troben: el Museu de la Civilització, el Museu Naval de Quebec, les casernes Dalhousie i el Teatre Petit Champlain. Des del port de Quebec, s'observa la conca Louise, la Brown, la Pointe à Carcy l'estació de tren Palais i l'Antic Mercat del Port. Altres llocs remarcables son la plaça de París, el parc Ulric-Joseph-Tessier, el carrer Saint-Pierre, carrer Saint-Paul, carrer Sault-au-Matelot i el Saint-Vallier Est, antic Saint- Charles, el primer carrer que fou pavimentat a Quebec.
Del carrer de Petit-Champlain, molt estret, als peus de cap Diamant, surt un funicular que connecta amb la part alta, o bé, el carrer Côte de la Montagne.

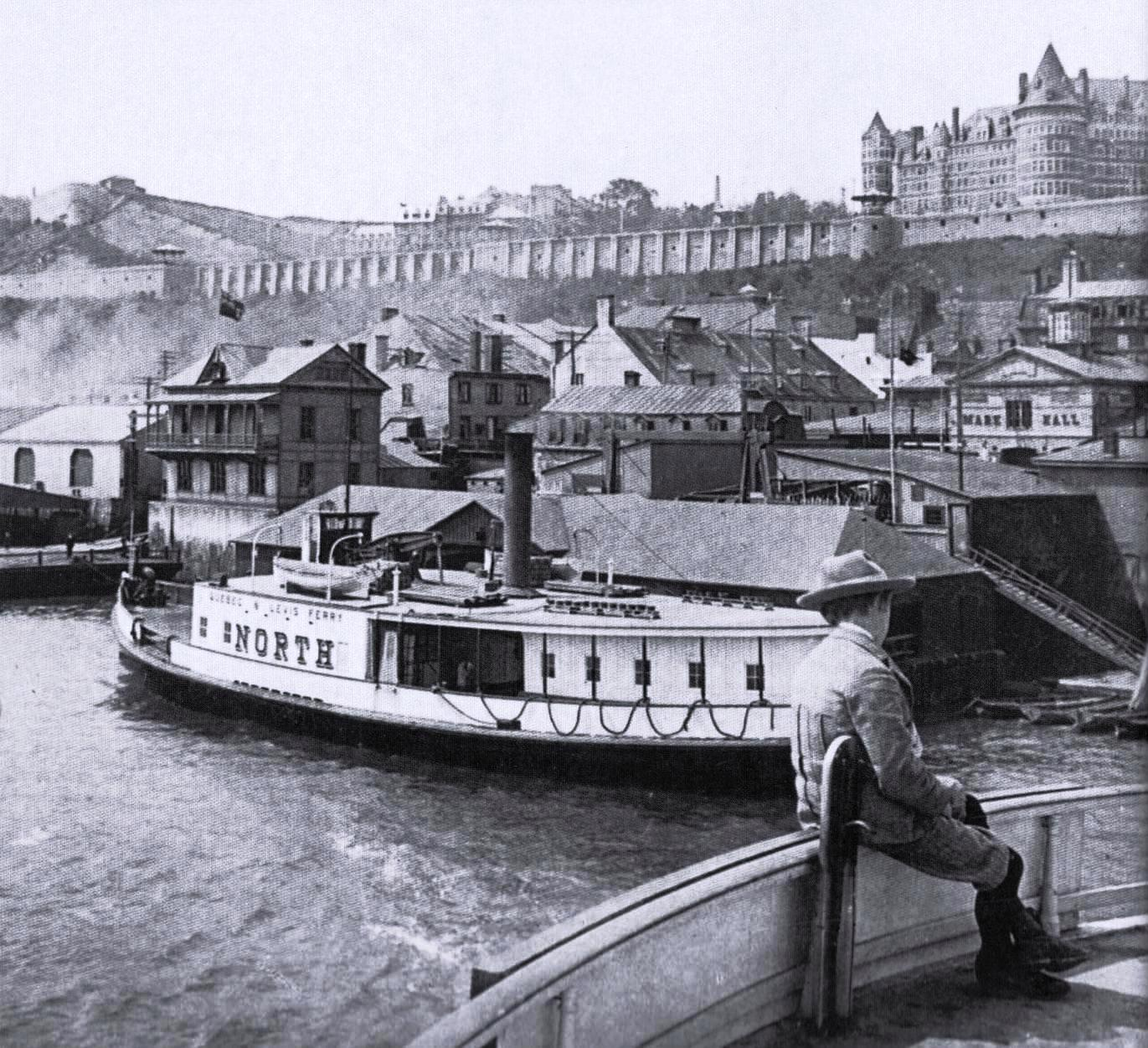
Quebec, la Basse-Ville el 1903
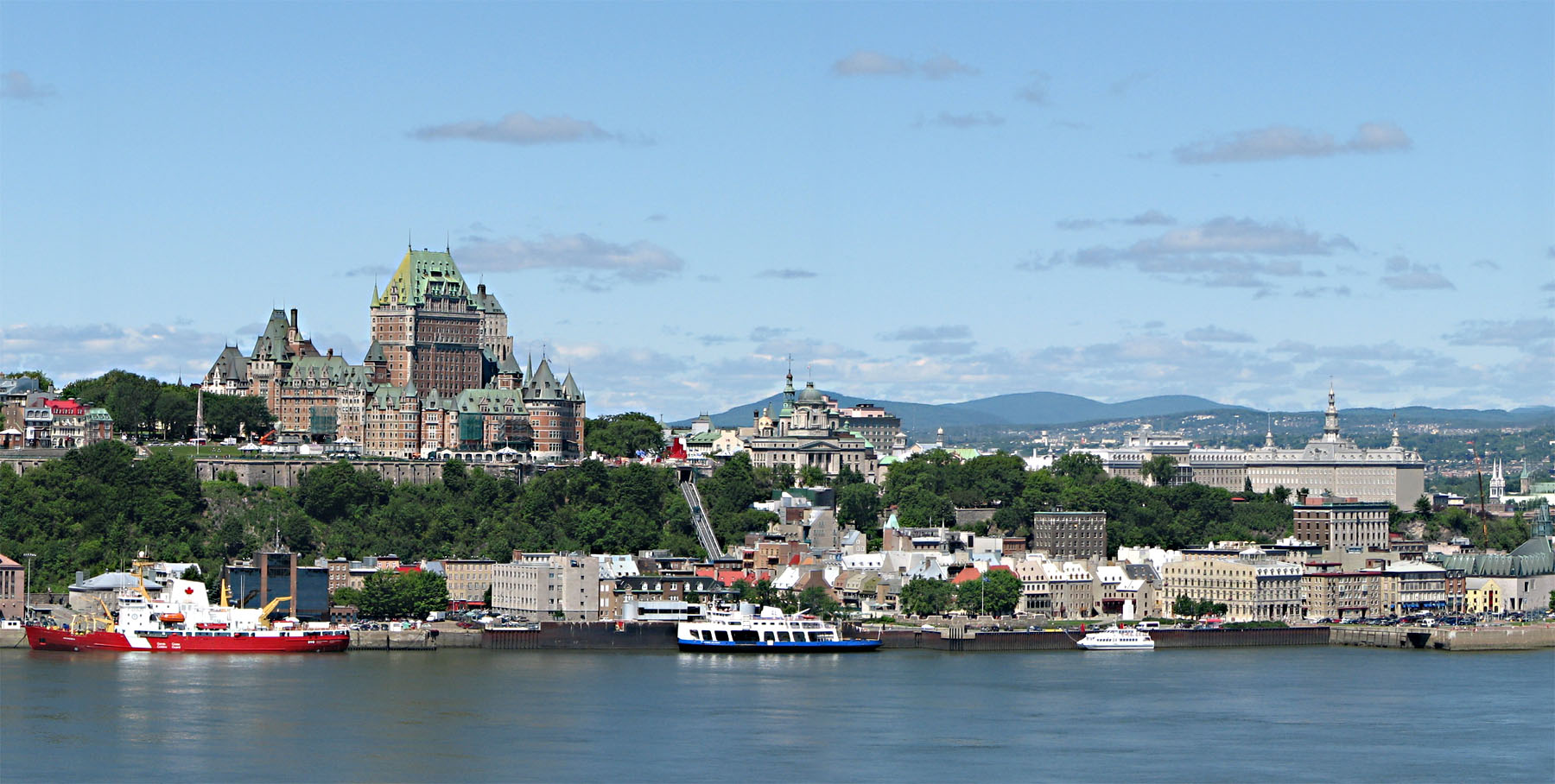
El Vieux-Québec des del riu Saint-Laurent
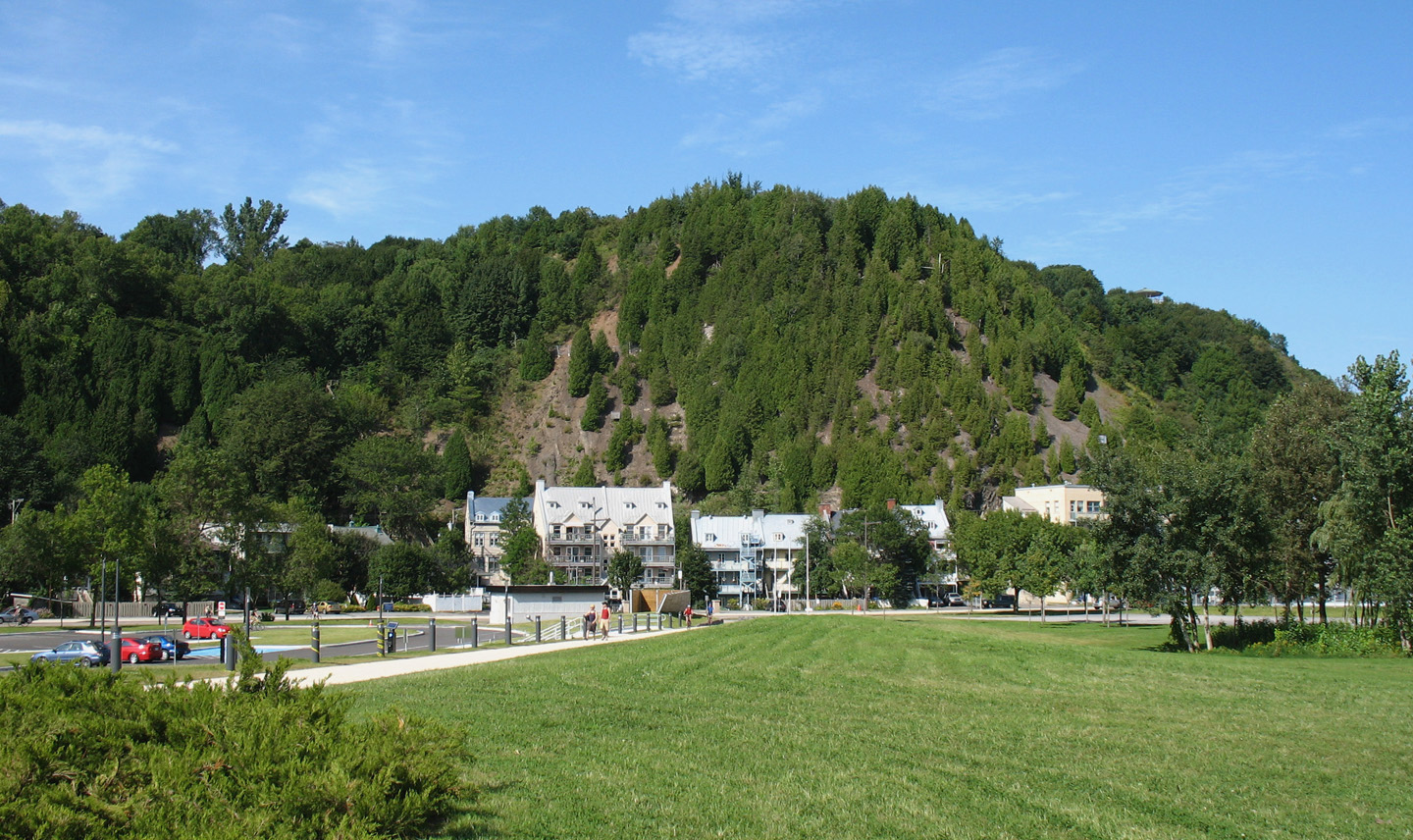
Cap-Blanc i el cap Diamant

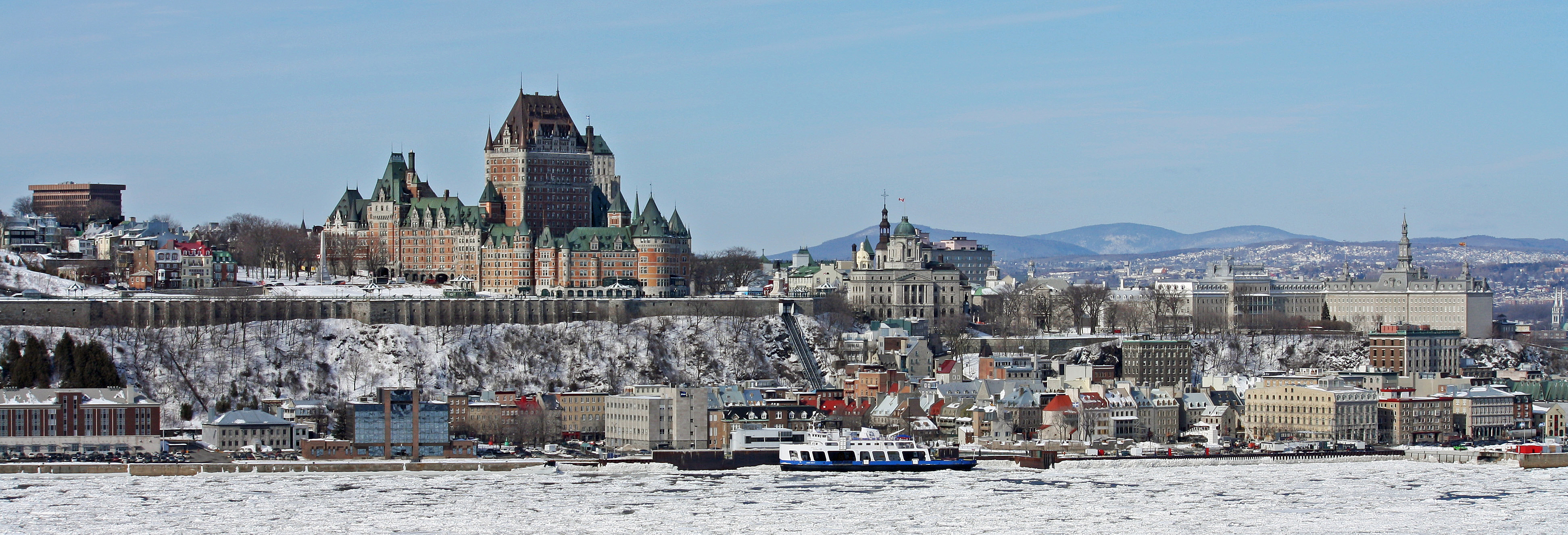
Vista del port de Quebec i la conca Louise